# 뤼디거 아브람치크
뤼디거 아브람치크(독일어: Rüdiger Abramczik, 1956년 2월 18일 ~)는 독일의 은퇴한 축구 선수이자 축구 지도자로, 공 배급 능력이 출중해 "배급의 신"(Flankengott)로 불린 것으로 알려져 있다.

## 클럽 경력
아브람치크는 겔젠키르헨-엘레 출신으로, 10세에 인근 엘레 08의 나이로 전 국가대표 베른하르트 클로트의 눈에 띄어 연고지의 최대 구단 샬케 04의 유소년부에 합류했다. 그의 형 폴커도 샬케 04의 프로 축구 선수로 활약했다. 분데스리가에서 활약한 샬케 04의 전 선수였던 프리델 라우슈가 그의 유소년부 시절 지도했고, 그의 유동성과 주력을 눈여겨 봤다. 라우슈는 소년기 "아비"(Abi)를 샬케 04의 이비차 호르바트 감독에게 자신있게 소개했는데, 당시 학령기였던 국가대표(23경기 출전)가 벌써 1군에서 활약할 수 있다고 장담했다.
1973-74 시즌이 개막하고, 샬케 04는 슈투트가르트로 원정 경기를 치렀는데, 아브람치크는 이 경기 선발로 출전했다. 샬케 04는 슈투트가르트의 헤르만 올리허의 해트트릭을 헌납해 0-3으로 완패했지만, 아브람치크는 8월 11일에 열린 이 경기에 출전해 당시 분데스리가 역대 최연소 출전 기록을 세웠다. 분데스리가 1년차에 14번의 경기에 출전한 아브람치크는 3년도 되지 않아 주전 선수로 도약해 1976-77 시즌에는 10골을 기록했고, 시즌을 묀헨글라트바흐에 이어 준우승으로 마무리했다. 당시 20세였던 아브람치크가 10골을 기록하면서, 2003-04 시즌에 쾰른의 루카스 포돌스키가 10골을 기록하기 전까지 18세의 나이로 최다 득점을 한 선수로 이름을 올렸다.
1979-80 시즌을 끝으로 아브람치크는 샬케 04의 철천지 원수 도르트문트로 이적했고, 1983년에는 뉘른베르크로 또다시 둥지를 옮겼다. 이 시기에 겔젠키르헨 태생 선수는 최악의 시기를 보냈는데, 소속 구단이 분데스리가에서 강등되었고, 본인도 비신사적인 행위로 징계를 받았다. 이후, 그는 유프 데어발 감독이 지휘하는 갈라타사라이로 건너갔고, 뒤이어 2. 분데스리가의 로트-바이스 오버하우젠을 경유하여 1987년 10월에 친정 샬케 04로 복귀했다. 5주 간의 시간에 분데스리가 경기에 4번 더 출전한 아브람치크는 샬케 04의 2. 분데스리가 강등을 막기에 역부족이었고, 아브람치크는 이후 프로 은퇴를 선언하고 보르마티아 보름스와 귀터슬로에서 아마추어 무대를 전전했다.

## 국가대표팀 경력
뤼디거 아브람치크는 1977년 4월 27일, 쾰른의 뮝게르스도르퍼 슈타디온에서 열린 북아일랜드와의 경기에서 서독 국가대표팀 첫 경기를 치렀고, 5-0으로 이겼다. 아브람치크는 클라우스 피셔와 조합되어 위협적인 샬케 04의 공격진을 구성했고, 1978년 월드컵 본선을 위해 헬무트 쇤 감독은 그를 차출했고, 아브람치크도 전 대회 우승국의 선수단 일원으로 활약했다. 서독의 기대주로 지목되었던 아브람치크는 기복으로 인해 큰 족적을 남기지 못했고, "국가대표"(Die Nationalmannschaft)로 활약할 기회를 더 이상 받지 못했다. 그는 서독 국가대표팀 경기에 1977년부터 1979년까지 19번의 경기에 출전하는데 그쳤는데, 3-1로 이긴 그지라의 몰타전 경기가 마지막 국가대표팀 출전 경기가 되었고, 독일 축구 연맹의 헤르만 노이베르거 회장과 열띤 언쟁으로 인해 국가대표팀 경력이 결딴났다.

## 감독 경력
아브람치크는 겔젠키르헨의 염색공방을 운영하면서 페터 노이루러의 수석 코치로 자르브뤼켄에서 보좌하는 것을 시작으로 지도자의 길에 들었다. 1년 후, 자르브뤼켄은 1992년에 노이루러 감독의 후임으로 그를 임명했다. 그는 1999년부터 2000년까지 안탈리아스포르를 지도하기도 했다.

### 국가대표팀 득점 기록
아래의 점수에서 왼쪽의 점수가 서독의 점수이며, 점수 열은 아브람치크의 득점 상황을 나타낸다.
| # | 날짜             | 경기장                                | 상대           | 점수 | 결과 | 대회          |
| - | ---------------- | ------------------------------------- | -------------- | ---- | ---- | ------------- |
| 1 | 1978년 6월 18일  | 아르헨티나 코르도바 차테아우 카레라스 | 네덜란드       | 1–0  | 2–2  | 1978년 월드컵 |
| 2 | 1978년 10월 11일 | 체코슬로바키아 프라하 레트나 스타디온 | 체코슬로바키아 | 1–0  | 4–3  | 친선경기      |